# 科文頓 (堪薩斯州)
科文頓（英語：Covington）是位於美國堪薩斯州史密斯縣的一個鬼鎮。

## 歷史
科文頓的郵政局於1872年設立，直到1890年結束營運。

## 地理
科文頓所處的海拔為高於海平面551米（即1808英呎），而該地所採用的時區為UTC-6，即北美中部時區（CST）。同時該地設有夏令時間，為UTC-6調快一小時，即UTC-5（CDT）。